# Bactrocera adusta
Bactrocera adusta är en tvåvingeart som först beskrevs av Wang och Zhao 1989.  Bactrocera adusta ingår i släktet Bactrocera och familjen borrflugor. Inga underarter finns listade.